# (2095) Parsifal
(2095) Parsifal (6036 P-L) – planetoida z pasa głównego asteroid okrążająca Słońce w ciągu 4,3 lat w średniej odległości 2,64 au. Odkryta 24 września 1960 roku.